# Thalés z Milétu
Thalés z Milétu, řecky Θαλης ὁ Μιλήσιος, (okolo 624 př. n. l. Milétos – okolo 548 př. n. l.) byl předsókratovský filosof, geometr a astronom, jeden ze „sedmi mudrců“. Aristotelés a mnozí další ho pokládali za zakladatele řecké filosofie, která tehdy ovšem zahrnovala také matematiku či jiné vědy. Snažil se totiž zkoumat svět a přírodu rozumově a vysvětlovat je, aniž by se přitom odvolával na mýty.
Z jeho díla se zachovaly pouze zlomky a různá vyprávění o něm, takže výklad jeho filosofie je velmi nejistý a není možné ani ověřit jeho matematické objevy. Od starověku se mu však připisuje řada objevů v geometrii (například Thaletova věta), v astronomii a v kosmologii.

## Život

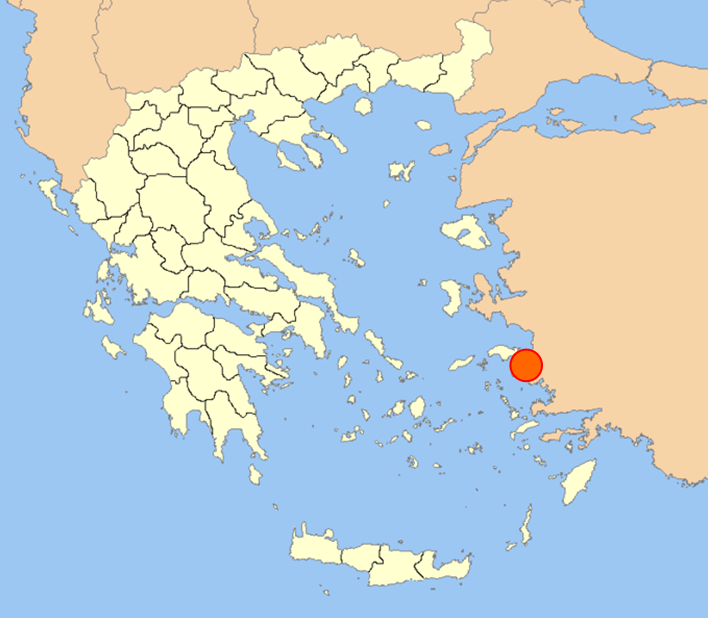
Milét v Malé Asii

O jeho životě je známo velmi málo a zprávy si často protiřečí. Narodil se v Milétu v Iónii na západním pobřeží Malé Asie, v jihozápadním cípu dnešního Turecka. Protože z Milétu, což bylo až do perského vpádu jedno z nejbohatších řeckých měst, pocházeli i další předsókratovští filosofové (Anaximandros, Anaximenés), řadí se mezi „Miléťany“. Někdy se hovoří i o „Milétské škole“, což je ale spíše metafora a o žádnou školu nešlo. Někteří se domnívají, že byl učitelem Pythagorovým nebo Anaximandrovým. Jeho snaha o racionální výklad skutečnosti i obrat ke geometrii měly na celou západní filosofii zásadní vliv a někteří ho pokládají za „otce vědy“.
Podle Diogena Laertského pocházeli jeho rodiče z Fénicie, z rodu bájného knížete Kadma. Podle téhož autora se Thalés vzdělával v Egyptě a zemřel ve věku 78 let za 58. olympiády (548–545 př. n. l.), podle Sosikrata se dožil věku 90 let. Podle Plútarcha se ho prý zeptal Solón, proč se neoženil; na to Thalés odpověděl: „Protože mám rád děti“, a o pár let později adoptoval svého synovce Kybistha. Podle některých nic nepsal, jiní uvádějí spisy O slunovratu a O rovnodennosti, případně O hvězdách pro mořeplavce, které se však nezachovaly. Dvakrát vyhrál cenu, nejspíš za deklamaci na Panhellénských hrách, a věnoval ji Apollónovi.
Platón vypráví, že Thalés chodil po dvoře a pozoroval hvězdy, až spadl do studny. Děvečka, která ho vytáhla, mu prý vyhubovala: „Jak chceš poznat všechno o vesmíru, když ani nevidíš, co máš pod nohama?“ Dle Aristotela prý Thalés jednou odhadl, že bude velká úroda oliv, a najal si všechny lisy na olivy, a potom za jejich zapůjčení vybíral značně vysoké poplatky. Tak vydělal mnoho peněz a prokázal, že nebyl chudý z neschopnosti, ale protože o peníze nestál.
Podle Hérodota doprovázel Thalés krále Kroisa v tažení proti Peršanům a měl pomoci vojsku překročit řeku tím, že část vody odvedl korytem kolem ležení. Správně předpověděl zatmění Slunce, které nastalo 28. května roku 585 př. n. l. a přerušilo bitvu u řeky Halys. Podle Diogena Thalés také poradil Kroisovi, aby se nepouštěl do dalších bitev, takže perský král Kýros po svém vítězství Kroisa i Milét ušetřil.

## Geometrie

Důkaz Thaletovy věty. Součet úhlů trojúhelníku je 180° a zároveň, tím pádem, což je vlastně úhel při vrcholu C.

Jeho jméno je spojováno s pěti důležitými geometrickými větami:
- každý průměr dělí kruh na dvě stejné části
- úhly při základně rovnoramenného trojúhelníku jsou shodné
- protilehlé úhly mezi dvěma protínajícími se přímkami jsou shodné
- dva trojúhelníky jsou shodné, pokud mají stejné dva úhly a jednu stranu
- trojúhelník vepsaný do oblouku nad průměrem kružnice je pravoúhlý (tzv. Thaletova věta)

Podle Thaléta je prostor to největší, protože obsahuje všechny věci. Své přesné místo v něm mají i body, přímky, roviny a tělesa. Pracoval s pravoúhlými trojúhelníky a s jejich podobností. Podle Diogena změřil výšku pyramidy tak, že počkal, až bude stín člověka stejně dlouhý jako on sám, a pak změřil délku stínu pyramidy.

## Kosmologie
Thaléta – podobně jako další iónské myslitele – trápila otázka počátku či základu světa. Plochá země podle něho plave na vodách oceánu a zemětřesení pak vznikají z vlnobití. Je to patrně první doklad toho, jak člověk vystupuje z mýtu, výkladu světa přijímaného bez výhrad a kritické reflexe. Samozřejmě je jeho myšlení mýtem ovlivněno, ale pokouší se celek světa vysvětlit z uvažování o skutečnosti. Slunce a hvězdy jsou podle Thaléta ohnivé, mají však v sobě cosi zemitého a podle některých pramenů dokonce soudil, že Měsíc svítí jen odraženým světlem.
Podle Diogena je pro Thaléta „všechno plné bohů“ (panta pléré théon einai) a byl prý také první, kdo učil, že duše je nesmrtelná. Z pozorování magnetu a jantaru prý usoudil, že i domněle netečná hmota je živá (i jantar se stává magnetický, když je třen, a může mít schopnost pohybovat jinými předměty). Podle Kratochvíla to však neznamená totéž, co moderní hylozoismus. Ostatně řecké slovo pro přírodu – fysis – je odvozeno od slovesa fyein, vznikat, růst, podobně jako latinské natura od nasci, rodit se.

## Filosofie
Thalés byl prý první, kdo hlásal zásadu „poznej sám sebe“ (gnóthi seauton), při zkoumání geometrických vztahů a matematických souvislostí se často inspiroval v přírodě. Je mu přisuzována myšlenka o propojení čísel s děním ve světě, která je obvykle přisuzována Pythagorovi. Podle Aristotela řešil otázku vzniku a proměn v přírodě tak, že rozlišil podstatu či přirozenost, která se nemění, kdežto mění se podoba či vzhled, forma. Aristotelés ho tedy pokládal za předchůdce svého rozlišení „látky“ (hylé, dříví, hmota) a „formy“ (eidos), jejichž spojením teprve vznikají jsoucna. Podle Cicerona Thalés tvrdil, že voda je počátek všech věcí, kdežto bůh je duch, který všechno oživuje a utváří. Jak tvrdil Plútarchos, tuto myšlenku o vodě jako o prvopříčině a počátku všech věcí přejal Thalés od Egypťanů. Dle profesora Kirka je však uvedená Ciceronova reference ovlivněna stoickým překroucením Thalétových názorů, což platí i pro tvrzení, že Thalés hlásal nesmrtelnost duše.
Ve skutečnosti Thalés měl zřejmě za to, že voda, která je podstatná pro uchování vegetativního a animálního života, je základním konstituentem věcí. Zároveň zastával názor, že svět je jakýmsi způsobem živý, že podléhá samovolné změně, a že proto není třeba přírodní změny nějak zvlášť vykládat. Svět jako celek je prostoupen životní silou, kterou je pro její rozsah a vytrvalost přirozené nazývat božskou.

## Mudrc
Thalés byl ve starověku standardně uváděn jako jeden ze sedmi mudrců archaického Řecka, mezi které ho v dialogu Prótagoras zařadil již Platón. Často byl považován za nejmoudřejšího z nich. Podle Démétria z Faléru byl pojmenován mudrcem v době, kdy byl v Athénách archontem Damasiás, tedy asi v roce 582 př. n. l.; jde však pravděpodobně jen o legendu. 
Thalétovi je připisována řada mravních naučení, životních rad a moudrých výroků:
- Poznej sebe sama.[13]
- Záruka, to je zkáza.[14]
- Jsou-li u tebe přátelé, pamatuj i na ty, kteří u tebe nejsou.[14]
- Nepřikrášluj svůj vzhled, nýbrž buď krásný způsobem života.[14]
- Neobohacuj se špatným způsobem.[14]
- Nerozpakuj se lichotit rodičům.[14]
- Nepřebírej od otce jeho špatnosti.[14]
- Trapná je nečinnost, škodlivá nemírnost, obtížná nevzdělanost.[15]
- Nebuď líný, ani když jsi bohatý.[14]
- Uč se a vyučuj to lepší.[14]
- Vzbuzuj spíše závist než soucit.[15]
- Zachovávej míru.[15]
- Nevěř všemu a všem.[14]
- Vládneš-li, udržuj se v řádu.[14]
- Smrt v ničem nerozlišíš od života.[16]
- Na otázku, co je nesnadné, odpověděl: „Poznat sebe sama."[17]
- Kdo je blažený? Ten, kdo je tělesně zdráv, duševně bystrý a má dobrou povahu.[16]
- Jaké služby prokážeš svým rodičům, takové očekávej i od svých dětí.[17]
- Jak žít nejlépe a nejspravedlivěji? Kdybychom sami nedělali to, co vytýkáme ostatním.[16]